# Naggen
Naggen – miejscowość (småort) w Szwecji w gminie Ånge w regionie Västernorrland. Około 59 mieszkańców.